# Erikoussa

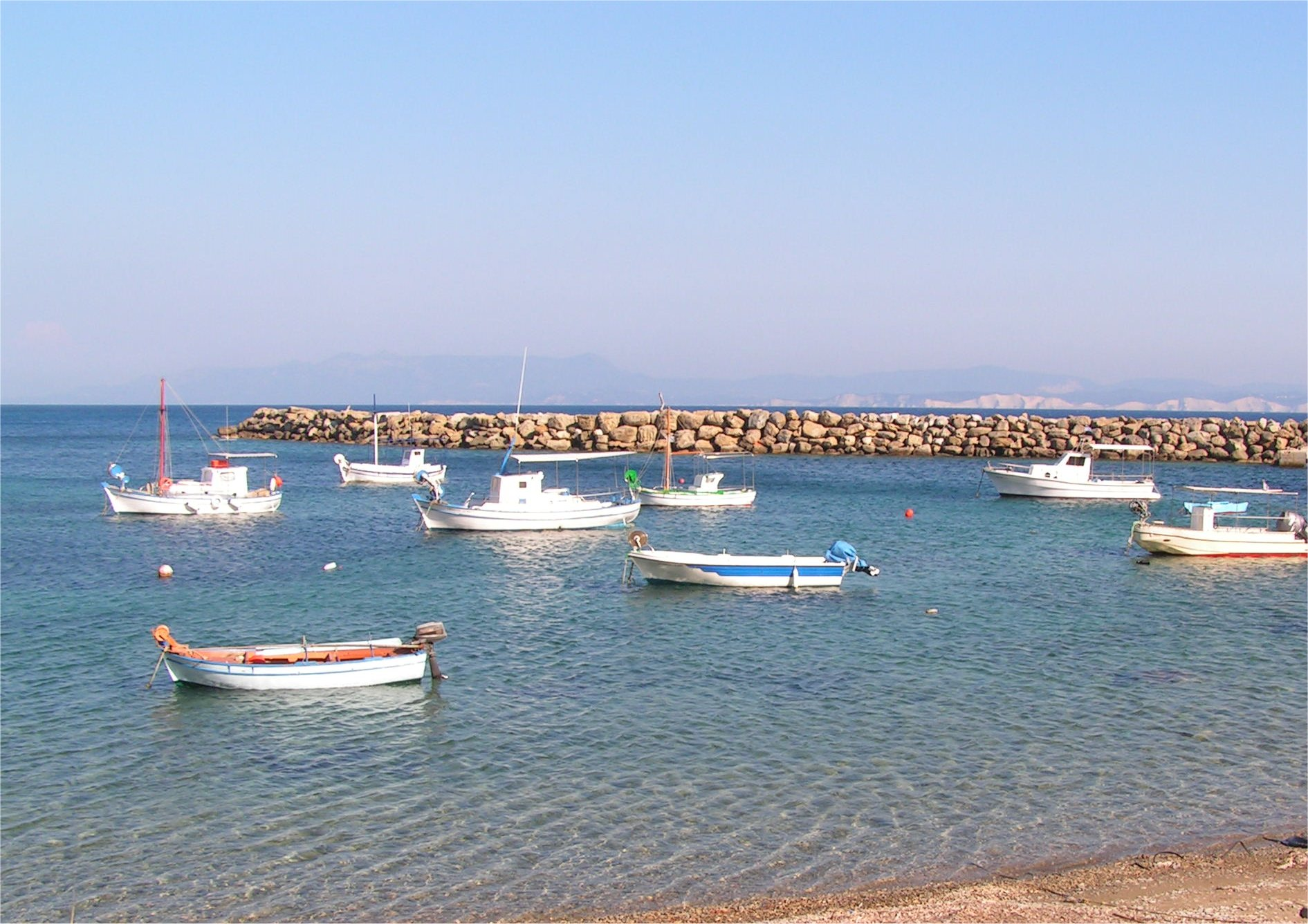
De haven van Porto, Erikoussa met Korfoe op de achtergrond

Erikoussa (Grieks: Ερείκουσσα) is een van de Othonische of Diapontische Eilanden, gelegen ten noordwesten van Corfu, voor de kust van Albanië. Het behoort daarnaast tot de Ionische Eilanden. Het heeft een oppervlakte van circa 5 km², bestaat uit vijf districten en telt circa 330 (1991) inwoners. Een groot deel van de bevolking is in de laatste decennia geëmigreerd naar de Verenigde Staten. De meeste huizen op het eiland zijn vakantiewoningen, in bezit van geëmigreerde families. Deze families keren in de zomerperiode regelmatig terug naar het eiland.
Op het eiland bevinden zich zeven dorpen, waarvan Porto in het zuidwesten en Erikoussa in het oosten de belangrijkste zijn. In Porto bevindt zich tevens de belangrijkste haven van het eiland. Erikoussa herbergt als aantrekkelijk te betitelen stranden.
Belangrijkste bronnen van inkomsten zijn kleinschalige visserij en het bescheiden toerisme.